# Fridrich II. Sasko-Gothajsko-Altenburský
Fridrich II. Sasko-Gothajsko-Altenburský (28. července 1676, Gotha – 23. března 1732, Altenburg) byl v letech 1691 až 1732 sasko-gothajsko-altenburským vévodou.

## Život
Narodil se jako páté dítě a prvorozený syn vévody Fridricha I. Sasko-Gothajsko-Altenburského a jeho první manželky Magdalény Sibyly Sasko-Weissenfelské.
Po smrti svého otce se stal v roce 1691 vévodou.
Protože byl v době svého nástupu na trůn nezletilý, bylo poručnictví a regentství rozděleno mez i jeho strýce, vévody Bernarda I. Sasko-Meiningenského a Jindřicha Sasko-Römhildského. Po návratu ze své cesty do Holandska a Anglie napsal císaři o licenci dospělého věku a převzal nezávislou vládu ve vévodství. Fridrich byl nádheru milující barokní vládce; zachování jeho dvora a stálé armády, kterou převzal od svého otce a dokonce ji rozšířil, pohltilo značné množství jeho příjmů. Jako řešení Fridrich pronajal své vojáky zahraničním knížatům, což mu způsobilo velké potíže v roce 1702, kdy si francouzský král Ludvík XIV. najal jeho vojáky a použil je ve své válce proti císaři.
Pokud jde o vnitřní záležitosti, Fridrich v podstatě pokračoval v politice svého otce. V Altenburgu založil sirotčinec (1715), chudobinec a blázinec ve městě Kahla (1726), stejně tak Magdalenenstift - na počest své matky i manželky, které se obě jmenovaly Magdaléna - dotace pro svobodné urozené ženy. Za 100.000 tolarů z vlastních prostředků koupil známou numismatickou sbírku knížete Antonína Günthera II. Schwarzbursko-Sondershausensko-Arnstadtského, která vytvořila základ současné sbírky mincí (Münzkabinetts) na zámku Friedenstein.
Vévoda Fridrich zemřel 23. března 1732 ve věku 55 let v Altenburgu.

## Manželství a potomci
7. června 1696 se devatenáctiletý vévoda na zámku Friedenstein oženil se svou o tři roky mladší sestřenicí Magdalenou Augustou, jedinou dcerou knížete Karla Anhalstko-Zerbstského a jeho manželky Žofie Sasko-Weissenfelské. Manželům se za třicet šest let manželství narodilo devatenáct dětí:
- Žofie Sasko-Gothajsko-Altenburská (30. května 1697 – 29. listopadu 1703)
- Fridrich III. Sasko-Gothajsko-Altenburský (14. dubna 1699 – 10. března 1772)
- syn (22. dubna 1700)
- Vilém Sasko-Gothajsko-Altenburský (12. března 1701 – 31. května 1771)
- Karel Fridrich Sasko-Gothajsko-Altenburský (20. září 1702 – 21. listopadu 1703)
- dcera (8. května 1703)
- Jan August Sasko-Gothajsko-Altenburský (17. února 1704 – 8. května 1767)
- Kristián Sasko-Gothajsko-Altenburský (27. února 1705 – 5. března 1705)
- Kristián Vilém Sasko-Gothajsko-Altenburský (28. května 1706 – 19. července 1748)
- Ludvík Arnošt Sasko-Gothajsko-Altenburský (28. prosince 1707 – 13. srpna 1763)
- Emanuel Sasko-Gothajsko-Altenburský (5. dubna 1709 – 10. října 1710)
- Mořic Sasko-Gothajsko-Altenburský (11. května 1711 – 3. září 1777)
- Žofie Sasko-Gothajsko-Altenburská (23. srpna 1712 – 12. listopadu 1712)
- Karel Sasko-Gothajsko-Altenburský (17. dubna 1714 – 10. července 1715)
- Frederika Sasko-Gothajsko-Altenburská (17. července 1715 – 2. května 1775)
- syn (30. listopadu 1716)
- Magdaléna Sibyla Sasko-Gothajsko-Altenburská (15. srpna 1718 – 9. listopadu 1718)
- Augusta Sasko-Gothajská (30. listopadu 1719 – 8. února 1772)
- Jan Adolf Sasko-Gothajsko-Altenburský (18. května 1721 – 29. dubna 1799)

## Vývod z předků
|                                          |                                         |  |                   |                                       |  |  |  |  |  |  |  | Jan Vilém Sasko-Výmarský |
|                                          |                                         |  |                   |                                       |  |  |  |  |  |  |  |                          |
|                                          | Jan II. Sasko-Výmarský                  |  |                   |                                       |  |  |  |  |  |  |  |                          |
|                                          |                                         |  |                   |                                       |  |  |  |  |  |  |  |                          |
|                                          |                                         |  |                   | Dorotea Zuzana Simmernská             |  |  |  |  |  |  |  |                          |
|                                          |                                         |  |                   |                                       |  |  |  |  |  |  |  |                          |
|                                          | Arnošt I. Sasko-Gothajský               |  |                   |                                       |  |  |  |  |  |  |  |                          |
|                                          |                                         |  |                   |                                       |  |  |  |  |  |  |  |                          |
|                                          |                                         |  |                   | Jáchym Arnošt Anhaltský               |  |  |  |  |  |  |  |                          |
|                                          |                                         |  |                   |                                       |  |  |  |  |  |  |  |                          |
|                                          | Dorotea Marie Anhaltská                 |  |                   |                                       |  |  |  |  |  |  |  |                          |
|                                          |                                         |  |                   |                                       |  |  |  |  |  |  |  |                          |
|                                          |                                         |  |                   | Eleonora Württemberská                |  |  |  |  |  |  |  |                          |
|                                          |                                         |  |                   |                                       |  |  |  |  |  |  |  |                          |
|                                          | Fridrich I. Sasko-Gothajsko-Altenburský |  |                   |                                       |  |  |  |  |  |  |  |                          |
|                                          |                                         |  |                   |                                       |  |  |  |  |  |  |  |                          |
|                                          |                                         |  |                   | Fridrich Vilém I. Sasko-Výmarský      |  |  |  |  |  |  |  |                          |
|                                          |                                         |  |                   |                                       |  |  |  |  |  |  |  |                          |
|                                          | Jan Filip Sasko-Altenburský             |  |                   |                                       |  |  |  |  |  |  |  |                          |
|                                          |                                         |  |                   |                                       |  |  |  |  |  |  |  |                          |
|                                          |                                         |  |                   | Anna Marie Falcko-Neuburská           |  |  |  |  |  |  |  |                          |
|                                          |                                         |  |                   |                                       |  |  |  |  |  |  |  |                          |
|                                          | Alžběta Žofie Sasko-Altenburská         |  |                   |                                       |  |  |  |  |  |  |  |                          |
|                                          |                                         |  |                   |                                       |  |  |  |  |  |  |  |                          |
|                                          |                                         |  |                   | Jindřich Julius Brunšvicko-Lüneburský |  |  |  |  |  |  |  |                          |
|                                          |                                         |  |                   |                                       |  |  |  |  |  |  |  |                          |
|                                          | Alžběta Brunšvicko-Wolfenbüttelská      |  |                   |                                       |  |  |  |  |  |  |  |                          |
|                                          |                                         |  |                   |                                       |  |  |  |  |  |  |  |                          |
|                                          |                                         |  |                   | Alžběta Dánská                        |  |  |  |  |  |  |  |                          |
|                                          |                                         |  |                   |                                       |  |  |  |  |  |  |  |                          |
| Fridrich II. Sasko-Gothajsko-Altenburský |                                         |  |                   |                                       |  |  |  |  |  |  |  |                          |
|                                          |                                         |  |                   |                                       |  |  |  |  |  |  |  |                          |
|                                          |                                         |  | Kristián I. Saský |                                       |  |  |  |  |  |  |  |                          |
|                                          |                                         |  |                   |                                       |  |  |  |  |  |  |  |                          |
|                                          | Jan Jiří I. Saský                       |  |                   |                                       |  |  |  |  |  |  |  |                          |
|                                          |                                         |  |                   |                                       |  |  |  |  |  |  |  |                          |
|                                          |                                         |  |                   | Žofie Braniborská                     |  |  |  |  |  |  |  |                          |
|                                          |                                         |  |                   |                                       |  |  |  |  |  |  |  |                          |
|                                          | August Sasko-Weissenfelský              |  |                   |                                       |  |  |  |  |  |  |  |                          |
|                                          |                                         |  |                   |                                       |  |  |  |  |  |  |  |                          |
|                                          |                                         |  |                   | Albrecht Fridrich Pruský              |  |  |  |  |  |  |  |                          |
|                                          |                                         |  |                   |                                       |  |  |  |  |  |  |  |                          |
|                                          | Magdalena Sibylla Pruská                |  |                   |                                       |  |  |  |  |  |  |  |                          |
|                                          |                                         |  |                   |                                       |  |  |  |  |  |  |  |                          |
|                                          |                                         |  |                   | Marie Eleonora Klevská                |  |  |  |  |  |  |  |                          |
|                                          |                                         |  |                   |                                       |  |  |  |  |  |  |  |                          |
|                                          | Magdaléna Sibyla Sasko-Weissenfelská    |  |                   |                                       |  |  |  |  |  |  |  |                          |
|                                          |                                         |  |                   |                                       |  |  |  |  |  |  |  |                          |
|                                          |                                         |  |                   | Jan VII. Meklenburský                 |  |  |  |  |  |  |  |                          |
|                                          |                                         |  |                   |                                       |  |  |  |  |  |  |  |                          |
|                                          | Adolf Fridrich I. Meklenburský          |  |                   |                                       |  |  |  |  |  |  |  |                          |
|                                          |                                         |  |                   |                                       |  |  |  |  |  |  |  |                          |
|                                          |                                         |  |                   | Žofie Holštýnsko-Gottorpská           |  |  |  |  |  |  |  |                          |
|                                          |                                         |  |                   |                                       |  |  |  |  |  |  |  |                          |
|                                          | Anna Marie Meklenbursko-Schwerinská     |  |                   |                                       |  |  |  |  |  |  |  |                          |
|                                          |                                         |  |                   |                                       |  |  |  |  |  |  |  |                          |
|                                          |                                         |  |                   | Enno III. z Ostfrieslandu             |  |  |  |  |  |  |  |                          |
|                                          |                                         |  |                   |                                       |  |  |  |  |  |  |  |                          |
|                                          | Anna Marie z Ostfrieslandu              |  |                   |                                       |  |  |  |  |  |  |  |                          |
|                                          |                                         |  |                   |                                       |  |  |  |  |  |  |  |                          |
|                                          |                                         |  |                   | Anna Holštýnsko-Gottorpská            |  |  |  |  |  |  |  |                          |
|                                          |                                         |  |                   |                                       |  |  |  |  |  |  |  |                          |